# Sparring 2
Sparring 2 ist das zweite Mixtape des deutschen Rappers Olli Banjo. Es erschien am 9. Juni 2006 über das Independent-Label Headrush Records. Das Mixtape wurde fast ausschließlich von Roe Beardie produziert. Sparring 2 ist der zweite Tonträger, mit dem Banjo in die Top 50 der deutschen Album-Hitliste einsteigen konnte.

## Bedeutung des Titels
Sparring beschreibt in Kampfsportarten eine Trainingsform. Diese kann als Warm-up auf den Hauptkampf angesehen werden. Olli Banjo benutzt dieses Bild, indem er die als Mixtapes konzipierten Tonträger der Sparring-Reihe vor der Erscheinung des eigentlichen Soloalbums veröffentlicht. So entstand Sparring 2 in der Übergangsphase von seinem Album Schizogenie zu dem Tonträger Lifeshow. Die Tatsache, dass sich bei einem Sparring der Kämpfer mit anderen misst, wird von Olli Banjo auf das Mixtape übertragen, indem der Aschaffenburger auf nahezu jedem Musikstück einen Gastbeitrag mit einem befreundeten Rapper verzeichnet. Dadurch nehmen die zahlreichen Gäste die Rolle eines Trainingspartners ein.

## Titelliste

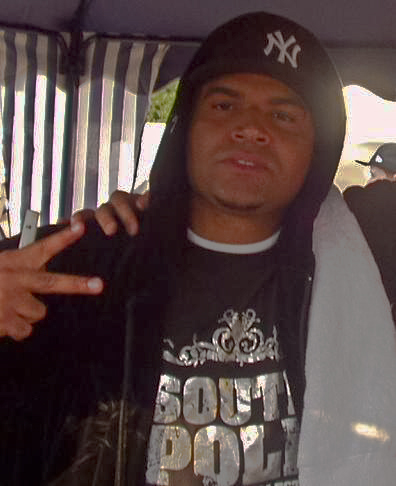
Olli Banjo (2006)

| Tracknummer | Titel                         | Gastkünstler         | Laufzeit (min:s) | Anmerkung                                           |
| ----------- | ----------------------------- | -------------------- | ---------------- | --------------------------------------------------- |
| 1           | Im Training                   |                      | 3:08             |                                                     |
| 2           | Königsklasse                  | Sido                 | 4:34             | Auch auf Eine Hand wäscht die andere veröffentlicht |
| 3           | Unmöglich                     | Samy Deluxe          | 4:08             |                                                     |
| 4           | Wer isses                     |                      | 3:24             |                                                     |
| 5           | Fragezeichen                  | Illmatic             | 2:24             |                                                     |
| 6           | Hässlich                      | Italo Reno & Germany | 3:39             |                                                     |
| 7           | Von der Hand in den Mund      | Blade                | 3:03             |                                                     |
| 8           | Shoppen                       | Afrob                | 2:57             |                                                     |
| 9           | Ficki ficki                   | E.K.R.               | 3:04             |                                                     |
| 10          | Mach Kohle                    | Separate             | 2:04             |                                                     |
| 11          | Bett                          |                      | 0:54             |                                                     |
| 13          | Der Song, der von nix handelt |                      | 1:43             |                                                     |
| 14          | So Chef                       | Jonesmann            | 4:20             |                                                     |
| 15          | BBQ-Song                      | Harris & Bintia      | 3:10             |                                                     |
| 16          | Erwachsen werden              | DCS                  | 3:43             |                                                     |
| 17          | Ficker gebumst                | Ercandize            | 2:56             |                                                     |
| 18          | Blut auf Beton                |                      | 1:17             |                                                     |
| 19          | 10 km und mein Walkman        |                      | 1:54             |                                                     |
| 20          | Ich lass es nicht ran an mich | Curse                | 3:29             |                                                     |
| 21          | Die Welt ist deins            | Franky Kubrick       | 3:54             |                                                     |
| 21          | Nenn ihn Mengele              | Manolito Mengele     | 2:42             |                                                     |

## Texte

### Battle-Rap
Das Album enthält zahlreiche Lieder, die dem Battle-Rap zuzuordnen sind. In einem Interview erklärte Olli Banjo, dass dies auf die hohe Anzahl an Gastbeiträgen von befreundeten Rappern zurückzuführen sei: „Man muss einen gemeinsamen Nenner finden. Und der ergibt sich einfach oft mit Battle-Raps.“
Hervorgehoben werden muss das Musikstück Unmöglich. Auf diesem zählen Olli Banjo und Samy Deluxe diverse Tätigkeiten und Zusammenhänge, die aus ihrer Sicht unmöglich sind, auf. Dadurch entstehen zahlreiche humoristische Punchlines.

„Ihr könnt nicht auf diesem Level rappen, lasst es sein, es reicht, so wie ein Comic von Mohammed, ein Döner aus Schweinefleisch. Es ist wie Erfolg ohne Fehler, Golf ohne Schläger. Es ist unmöglich wie Formel-1 fahren in einem Golf ohne Räder. […] Es ist wie Nickel umbiegen, Ficken und Liebe. Wie mit Bill Gates bei eBay um denselben Artikel zu bieten. Es ist wie Germany’s Next Topmodel mit hässlichen Pickeln, wie die praktische Führerscheinprüfung auf Acid und Ticket. / Es ist unmöglich wie in Bayern auf der Straße zu kiffen oder für uns beide an einem Tisch mit Nazis zu sitzen. Es ist wie Leben ohne Handy, wie Regen in der Wüste. Wie die Szene ohne Samy, so wie Gehen ohne Füße.“

### Persönliche Texte
Olli Banjo präsentiert im letzten Drittel des Tonträgers persönlichere Lieder. Hierzu kann das Musikstück Ich lass es nicht ran an mich genannt werden. Dieses hat Banjo mit dem deutschen Rapper Curse aufgenommen. Inhaltlich kritisieren die beiden Musiker die deutschen Medien, die den Menschen präsentieren, was sie mögen sollen. Des Weiteren kritisiert Curse in seiner Strophe die Entwicklung der Hip-Hop-Musik in der Gesellschaft. Seiner Meinung nach entwickelt sich die Musik nicht weiter, dreht es sich im Hip-Hop nur um Vermarktung und Werbung und passen die kommerziell erfolgreichen Rapper zu der Geiz ist geil-Mentalität der Gesellschaft.

„Es ist ein dunkler Dschungel, blick dicht im Dickicht; mein Leben ist manchmal unübersichtlich, chaotisch, tricky. Ich nehm' mir den Eimer, Putzlappen und Essig. Putz' in meinem Kopf, weil ich fühl' mich seelisch fast wie ein Messi. Und das trage ich nach draußen, mein Zimmer fängt an zu Leben, alte Wäsche, Comics, Pizzareste, die an der Wand kleben. PlayStation 2, Pornohefte, Pizzaservice, Pelle Pelle, in den Fußboden fest geschmorte Tischtennisbälle. Ich krieg' keine Luft, mach' das Fenster auf, will atmen, ich muss' Ordnung in mein Leben bekommen, wie ein Drill-Sergeant. Mir fehlt Orientierung, Antrieb, Ehrgeiz, die Vision. Alles klingt wie vorgekaut – Vera, G-Unit, Silikon. Meine Leidenschaften bedeuten der Welt ein Dreck. Das hier ist behinderten Musik, es gibt kein Geld für Rap. BRD steht für Schmusepop und Wetten, dass..?, es ist kein Wunder, dass ich den Film hier nur mit Tabletten schaff'. Ich krieg' alles, was die Jugend nicht braucht. Meine Tür ist im Weg, ich hau' mir eine blutige Faust. Ich bin ein Star in Deutschland, ich hab Groupies, geb' Autogramme. Ich kann das ganze nicht fühlen, ich lass' das alles nicht ran an mich.“

## Gastbeiträge

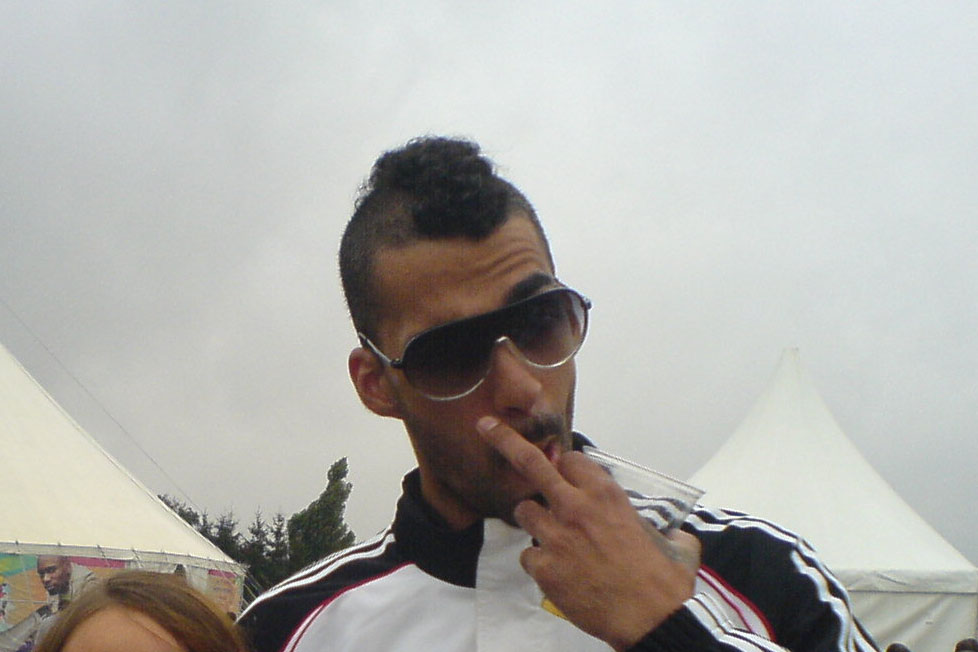
Rapper Harris

Olli Banjo ist auf lediglich sechs Liedern alleine zu hören. Unter den Gästen, mit denen sich der Rapper musikalisch „freundschaftlich boxt“, sind zahlreiche bekannte deutsche Hip-Hop-Künstler zu finden. Hervorzuheben sind die Gastbeiträge von Curse, Samy Deluxe, Sido, Separate und Afrob. Des Weiteren sind der bei Bozz Music unter Vertrag stehende Jonesmann, sowie DCS, EKR, Italo Reno & Germany und Illmatic auf je einem Musikstück zu hören. Aus dem Umfeld von Kool Savas, welcher auf dem ersten Teil der Sparring-Reihe ebenfalls vertreten war, sind außerdem Franky Kubrick und Ercandize mit je einem Gastpart beteiligt. Auf dem Musikstück BBQ-Song sind der Berliner Harris von dem Hip-Hop-Duo Spezializtz und seine Frau Bintia und auf dem Lied Von der Hand in den Mund der Rapper Blade zu hören. Als abschließendes Feature ist Manolito Mengele auf Sparring 2 vertreten. Dieser ist Banjos Back-Up-Rapper und wird hier zum ersten Mal vorgestellt:

„Ich bin der größte Fan von Manolito, denn er ist ein Kunstwerk, ein Original. Ich kenn ihn schon seit meiner Kindheit und er ist schon immer mein Backup-MC gewesen. Er ist ein krasser Typ. Alles was er in seinen Lyrics erzählt ist so passiert, da ist nichts erfunden. […] Er hat einen sehr verrückten Style zu rappen. Da geht es jetzt nicht um Doppelreime oder so was, sondern um Feeling und Illness und wie er die Worte setzt. Das ist einfach Kunst. Das ist wie ein verrückter Künstler, der, nachdem er sich das Ohr abgeschnitten hat, mit Kälberblut eine Leinwand voll malt. So würde ich Manolito Mengele beschreiben.“

## Produktion
Sparring 2 wurde fast ausschließlich von Roe Beardie produziert. Dieser zeichnete bereits auf den Olli Banjo-Alben Schizogenie und Sparring für einen Großteil der Beats verantwortlich. Roman Perlyowski, so der bürgerliche Name des Produzenten, ist außerdem der Gründer des Kölner Labels Headrush Records. Zwei Beats des Mixtapes stammen von Benny Blanco. Dieser ist bei Azads Label Bozz-Music unter Vertrag. Sparring 2 wurde im Anschluss an die Aufnahmen von der Crew Noisy Stylus gemixt.

## Illustration
Auf dem Cover des Mixtapes ist Olli Banjo in einer sitzenden Position erkennbar. Der Rapper befindet sich auf dem Bild in einem Trainingsraum für Boxer. Darin sind Utensilien für den Boxsport zu sehen. Der Rapper hat verbundene Hände und eine Kapuze über dem Kopf, sodass sein Gesicht zur Hälfte von einem Schatten bedeckt wird.

## Vermarktung
Zu dem Song Königsklasse wurde ein Videoclip gedreht. Dieser wurde unter der Regie von Katja Kuhl produziert. In Anlehnung an den Albumtitel Sparring ist Olli Banjo in dem Video beim Boxtraining zu sehen. Dieses absolviert er mit dem Schauspieler Ralf Richter. Der Kontakt des Rappers zu Richter erfolgte über dessen Sohn Max Richter, welchen Banjo zuvor kennengelernt hatte. Sido, der auf dem Song einen Gastbeitrag hat, taucht im Video zu Königsklasse nicht auf.
Olli Banjo stellte das Lied Unmöglich vor der Veröffentlichung von Sparring 2 dem Hip-Hop-Magazin Juice zur Verfügung. Das Musikstück erschien auf der 64. CD der Zeitschrift.

## Rezeption

### Erfolge
Sparring 2 stieg am 26. Juni 2006 auf Platz 42 der deutschen Album-Charts ein. In der 27. Kalenderwoche des Jahres 2006 fiel das Mixtape auf Platz 90 in der Liste der 100 meistverkauften Alben der Woche ab.

### Kritiken
- Das deutsche Hip-Hop-Magazin Backspin vergab Sparring 2 vier von fünf möglichen Bewertungspunkten. In der Begründung heißt es unter anderem, dass Banjo die „Hoffnungen“ der Konsumenten erfülle.[13]

„Zusammen mit Samy Deluxe lässt Olli Banjo ein fast schon ‚unmöglich‘ zu nennendes Punchline-Feuerwerk aufs staunende Publikum niederregnen, beweist mit dem Berliner Maskenmann eindrucksvoll seine „Königsklasse“ und lässt nach finalem Uppercut „Blut auf Beton“ spritzen. Hiesige Schwergewichte wie Curse oder Afrob kommen dem Herrn Otubanjo dabei genauso zu Hilfe wie schlagfertige Nachwuchstalente vom Kaliber eines Jonesmann, Franky Kubrick oder des Schweizers EKR.“

- Auch die Internetseite Rap.de bewertete das Mixtape durchweg positiv. Der zuständige Autor hob die Musikstücke Königsklasse, Unmöglich, Ich Lass Es Nicht Ran An Mich, 10 Kilometer & Mein Walkman, BBQ und Blut Auf Beton als „Highlights“ des Albums hervor.[14]

„Sparring 2 bietet deutlich mehr Höhepunkte als man dies von anderen, handelsüblichen, Mixtapes gewohnt ist. Das ‚Shizogenie‘ und seine namhaften Gäste machen es möglich. […] Fans von gutem deutschen Rap dürfen diese Scheibe auf keinen Fall unberührt im Plattenregal stehen lassen. Wer sich bisher nicht mit Olli Banjo beschäftigt hat, sollte dies spätestens jetzt tun.“

- Das Hip-Hop-Magazin Juice erklärte Sparring 2 in ihrer Juli-Ausgabe des Jahres 2006 zum „Mixtape des Monats“.[15]

„‚Ich bin der Beste hier in Deutschland‘ - Bescheidenheit ist auch nicht der zweiten Sparring-Runde Ziel. Vielmehr gibt es 21 brandneue Tracks, […] vollgepackt mit wahnsinnigen Ansagen, wie man sie von Banjo gewohnt ist. […] Mein persönlicher Favorit […] ist […] ‚10 Kilometer & mein Walkman‘, mit dem das Duo Otubanjo / Preylowski die Magie eines klirrend kalten, glasklaren Frühlingsmorgens auf knapp zwei Minuten verdichtet. Killer.“